# John Cusack
John Paul Cusack (Evanston, 28 giugno 1966) è un attore, sceneggiatore e produttore cinematografico statunitense.
Attore versatile, nel corso della sua carriera ha partecipato a oltre settanta film, sapendo variare il suo stile di recitazione dall'horror al thriller, alle commedie romantiche, ai drammi familiari. Ha partecipato a numerosi film di successo, sia di pubblico sia di critica e anche a numerose produzioni hollywoodiane. Nonostante le sue performance siano state apprezzate più volte dalla critica, non ha mai ricevuto una candidatura ai Premi Oscar, motivo per cui viene definito spesso come uno degli attori più sottovalutati.
Tra i suoi ruoli più noti si ricordano: il giovane truffatore Roy nel film noir di successo Rischiose abitudini, le due commedie dirette da Woody Allen: Ombre e nebbia e Pallottole su Broadway, il film d'azione Con Air insieme a Nicolas Cage, la black comedy L'ultimo contratto, l'ossessivo burattinaio nella commedia Essere John Malkovich, l'infelice proprietario di un negozio di dischi in Alta fedeltà per il quale si aggiudica una nomination ai Golden Globe come miglior attore protagonista e una ai premi BAFTA come miglior sceneggiatura non originale, il guidatore di limousine Edward Dakota nell'horror psicologico Identità, uno dei giurati nel legal thriller La giuria con Gene Hackman e Dustin Hoffman, un padre vedovo nel dramma on the road Grace Is Gone, lo scrittore Mike Einslein nell'horror psicologico 1408 con Samuel L. Jackson, Jackson Curtis nel film catastrofico di Roland Emmerich 2012 con Woody Harrelson, il serial killer Robert Hansen ne Il cacciatore di donne con Nicolas Cage, e Brian Wilson nel film biografico Love & Mercy con Paul Dano.

## Biografia
Cusack è nato ad Evanston, un sobborgo settentrionale di Chicago (nell'Illinois), nel 1966, quintogenito dei sei figli dell'attore e documentarista newyorchese Dick Cusack e di Ann Paula "Nancy" Carolan, un'insegnante di matematica ed attivista politica nativa di Newton (nel Massachusetts), ambedue d'origini irlandesi e di religione cattolica. Pure due sue sorelle maggiori, Ann e Joan, sono attrici, delle quali proprio con l'ultima si è talvolta ritrovato a dividere la scena.
S'avvicina per la prima volta alla recitazione da bambino, durante gli anni delle scuole elementari, quando entra a far parte del Piven Theatre Workshop di Chicago. A 12 anni aveva già partecipato a numerose rappresentazioni teatrali e al doppiaggio di alcuni spot pubblicitari ed esordisce al cinema nel 1983, a soli 17 anni, nella commedia romantica Class di Lewis John Carlino, dove affianca Rob Lowe e Andrew McCarthy. Diplomatosi nel 1984 alla Evanston Township High School, dove ebbe tra i suoi amici e compagni di scuola l'attore Jeremy Piven, si trasferisce a New York per frequentare i corsi della New York University, ma l'abbandona dopo un solo anno, resosi conto di non essere molto incline allo studio, motivo per cui decide di dedicarsi a tempo pieno alla recitazione.

### Carriera

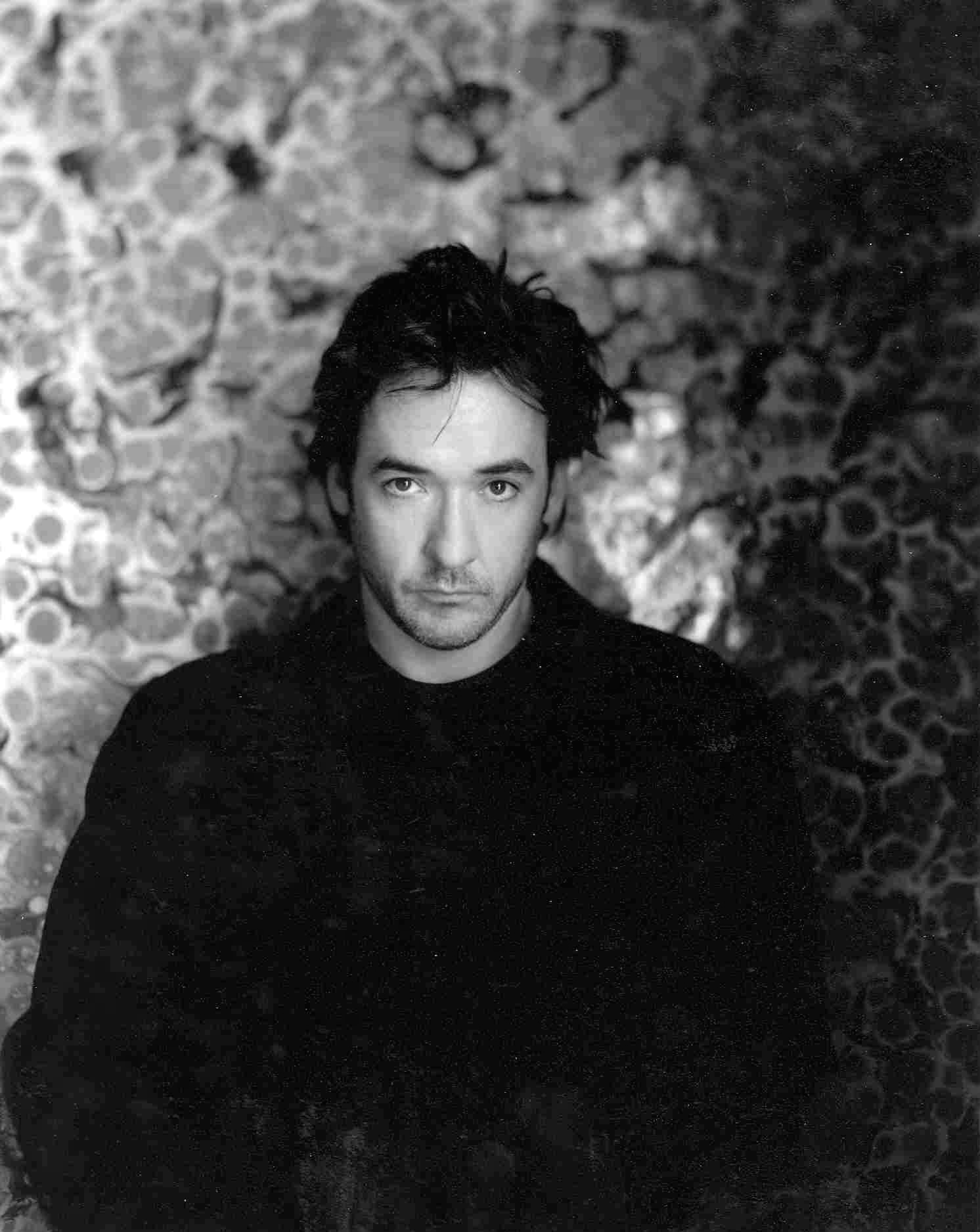
John Cusack

Cusack debutta nella metà degli anni ottanta in alcuni film per adolescenti, come Sixteen Candles - Un compleanno da ricordare (1984), Il viaggio di Natty Gann (1985) e Sacco a pelo a tre piazze (1985). Nel 1988 ha un breve cameo nel video musicale di Trip At The Brain dei Suicidal Tendencies. Nel 1989 interpreta Lloyd Dobler nel film Non per soldi... ma per amore, per il quale riceve un CFCA Award come attore più promettente.
Il successo del film gli apre la strada a ruoli più importanti, come nel neonoir Rischiose abitudini (1990) e nel film di satira politica I corridoi del potere (1991). Nel 1994 ottiene il ruolo di protagonista nella commedia di successo di Woody Allen Pallottole su Broadway. Un successo di botteghino si rivela Con Air (1997), in cui compare insieme a Nicolas Cage, e il nero-umoristico L'ultimo contratto (1997), che nel 2000 è giudicato dai lettori della rivista statunitense Total Film una delle migliori commedie di tutti i tempi, aggiudicandole il ventunesimo posto in classifica.
Negli anni successivi interpreta l'ossessivo burattinaio in Essere John Malkovich (1999), l'infelice proprietario di un negozio di dischi in Alta Fedeltà (2000), il giornalista innamorato in Quando l'amore è magia - Serendipity (2001) e il proprietario di una galleria d'arte che fa da mentore a un giovane Adolf Hitler nel film Max (2002), per la cui produzione rinuncia al suo compenso di attore. Già apparso nel 1986 in un piccolo ruolo nel film Stand by Me - Ricordo di un'estate, tratto da un racconto di Stephen King, Cusack torna a interpretare come protagonista un film horror tratto da un racconto di King, 1408 (2007), insieme a Samuel L. Jackson: il film incassa più di 130 milioni di dollari.
In seguito ottiene il ruolo del padre vedovo nel drammatico Grace Is Gone (2007), incentrato sul tema della Guerra in Iraq, e poi dell'assassino Brand Hauser nella satira politica War, Inc. (2008), insieme alla cantante Hilary Duff e a Marisa Tomei. È il protagonista di 2012 (2009), diretto da Roland Emmerich, e interpreta un assassino ne Il cacciatore di donne (2013) e Il ricatto (2013).

## Vita privata
È stato fidanzato con l'attrice Neve Campbell. Tuttora residente nella cittadina natìa, Cusack è tifoso della squadra di hockey dei Chicago Blackhawks e delle due squadre di baseball, i Chicago Cubs e i Chicago White Sox, delle quali non ha mai mancato di seguire le partite allo stadio; proprio durante una di queste occasioni, allo stadio di baseball Wrigley Field, si mise in mostra capeggiando un'esibizione in coro della canzone Take Me Out to the Ball Game da parte dei tifosi. Assistette inoltre, insieme agli amici tifosi dei Cub Bill Murray, Eddie Vedder e Bonnie Hunt, alla storica vittoria di Game Seven della squadra durante le World Series 2016. 
Si è allenato nel kickboxing con l'ex campione del kickboxing mondiale Benny Urquidez per oltre due decenni. Ha iniziato ad allenarsi con Urquidez in preparazione del suo ruolo in Non per soldi... ma per amore (1989) e detiene il livello di cintura nera di livello sei nel sistema Ukidokan Kickboxing di Urquidez. Con Urquidez ha poi pure recitato in due film, L'ultimo contratto, del 1997 e 1408 del 2007. 
Nel marzo 2008, fuori dalla casa di Cusack a Malibù, in California, la polizia ha arrestato per stalking Emily Leatherman, una donna che aveva già ricevuto nel 2006 una diffida ad avvicinarsi all'attore. Il 10 ottobre 2008 la Leatherman ha dichiarato il Nolo contendere (una sorta di patteggiamento senza ammissione di colpa) venendo condannata a cinque anni di libertà vigilata, con consulenza psichiatrica obbligatoria, e le è stato ordinato di stare lontano da Cusack, dalla sua casa e dai suoi interessi per i successivi dieci anni.
Cusack è scapolo ed è sempre stato molto riservato riguardo alla propria vita sentimentale. Quando nel 2009 gli è stato chiesto perché non si fosse mai sposato, ha risposto: "la società non mi dice cosa fare".
Nel novembre 2017 si è iscritto ai Democratic Socialists of America.

## Filmografia

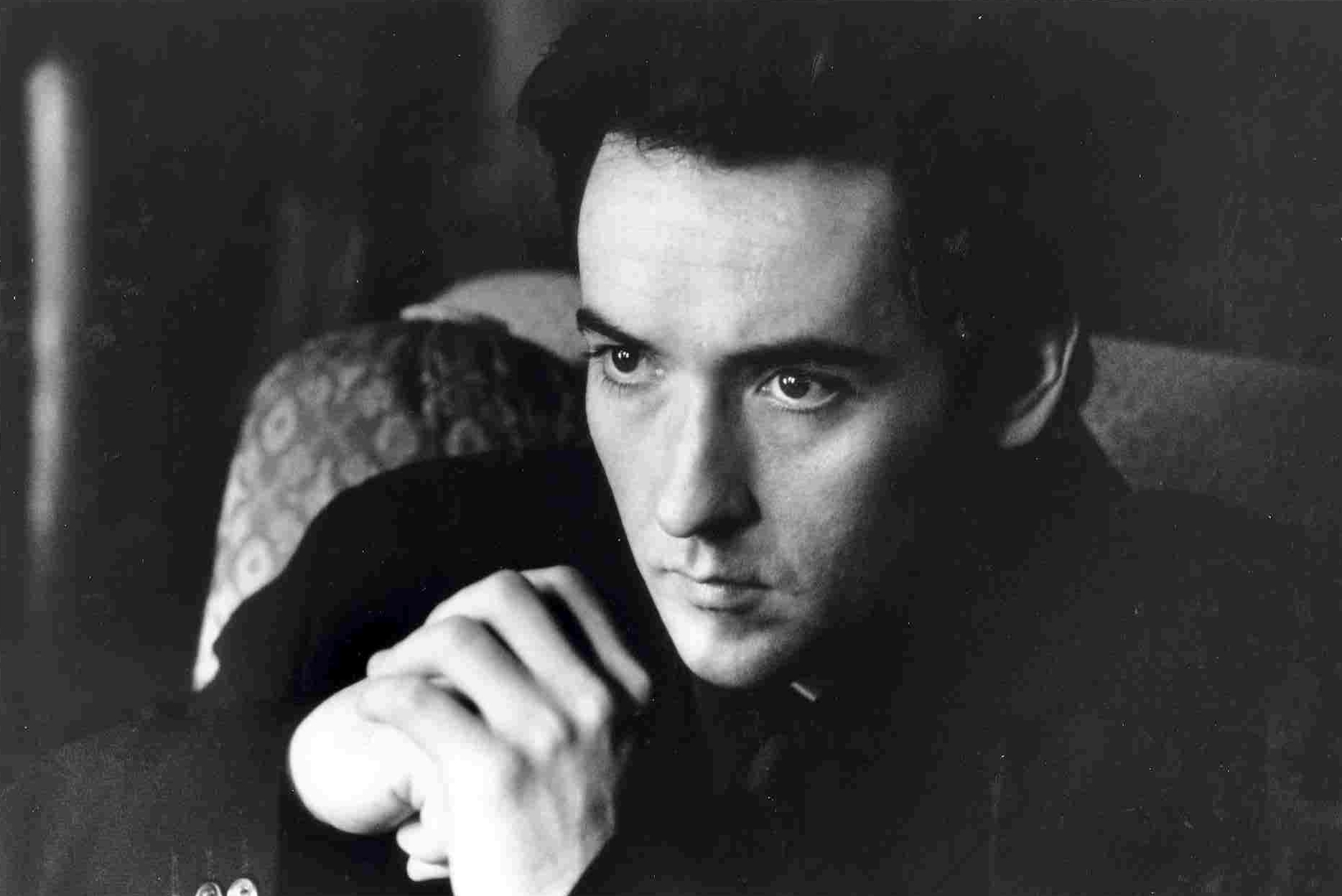
John Cusack sul set de L'ultimo contratto (1997)

### Attore

#### Cinema
- Class, regia di Lewis John Carlino (1983)
- Sixteen Candles - Un compleanno da ricordare (Sixteen Candles), regia di John Hughes (1984)
- Bulldozer, regia di Randal Kleiser (1984)
- Sacco a pelo a tre piazze (The Sure Thing), regia di Rob Reiner (1985)
- Sapore di hamburger (Better Off Dead), regia di Savage Steve Holland (1985)
- Il viaggio di Natty Gann (Journey of Natty Gann), regia di Jeremy Kagan (1985)
- Stand by Me - Ricordo di un'estate (Stand by Me), regia di Rob Reiner (1986)
- Una folle estate (One Crazy Summer), regia di Savage Steve Holland (1986)
- Su e giù per i Caraibi (Hot Pursuit), regia di Steve Lisberger (1987)
- Dentro la notizia - Broadcast News (Broadcast News), regia di James L. Brooks (1987)
- Tapeheads, regia di Bill Fishman (1988)
- Otto uomini fuori (Eight Men Out), regia di John Sayles (1988)
- Non per soldi... ma per amore (Say Anything), regia di Cameron Crowe (1989)
- L'ombra di mille soli (Fat Man and Little Boy), regia di Roland Joffé (1989)
- Rischiose abitudini (The Grifters), regia di Stephen Frears (1990)
- I corridoi del potere (True Colors), regia di Herbert Ross (1991)
- Ombre e nebbia (Shadows and Fog), regia di Woody Allen (1992)
- Roadside Prophets, regia di Abbe Wool (1992)
- I protagonisti (The Player), regia di Robert Altman (1992) - cameo
- Avik e Albertine (Map of the Human Heart), regia di Vincent Ward (1992)
- Bob Roberts, regia di Tim Robbins (1992)
- Milionario per caso (Money for Nothing), regia di Ramon Menendez (1993)
- Floundering, regia di Peter McCarthy (1994)
- Pallottole su Broadway (Bullets Over Broadway), regia di Woody Allen (1994)
- Morti di salute (The Road to Wellville), regia di Alan Parker (1994)
- City Hall, regia di Harold Becker (1996)
- L'ultimo contratto (Grosse Pointe Blank), regia di George Armitage (1997)
- Con Air, regia di Simon West (1997)
- Mezzanotte nel giardino del bene e del male (Midnight in the Garden of Good and Evil), regia di Clint Eastwood (1997)
- This is My Father, regia di Paul Quinn (1998)
- La sottile linea rossa (The Thin Red Line), regia di Terrence Malick (1998)
- Falso tracciato (Pushing Tin), regia di Mike Newell (1999)
- Il prezzo della libertà (Cradle Will Rock), regia di Tim Robbins (1999)
- Essere John Malkovich (Being John Malkovich), regia di Spike Jonze (1999)
- Alta fedeltà (High Fidelity), regia di Stephen Frears (2000)
- I perfetti innamorati (America's Sweethearts), regia di Joe Roth (2001)
- Quando l'amore è magia - Serendipity (Serendipity), regia di Peter Chelsom (2001)
- Max, regia di Menno Meyjes (2002)
- Il ladro di orchidee (Adaptation), regia di Spike Jonze (2002) - cameo
- Identità (Identity), regia di James Mangold (2003)
- La giuria (Runaway Jury), regia di Gary Fleder (2003)
- Partnerperfetto.com (Must Love Dogs), regia di Gary David Goldberg (2005)
- The Ice Harvest, regia di Harold Ramis (2005)
- The Contract, regia di Bruce Beresford (2006)
- Grace Is Gone, regia di James C. Strouse (2007)
- 1408, regia di Mikael Håfström (2007)
- Martian Child - Un bambino da amare (Martian Child), regia di Menno Meyjes (2007)
- War, Inc., regia di Joshua Seftel (2007)
- 2012, regia di Roland Emmerich (2009)
- Un tuffo nel passato (Hot Tub Time Machine), regia di Steve Pink (2010)
- Shanghai, regia di Mikael Håfström (2010)
- The Raven, regia di James McTeigue (2012)
- The Paperboy, regia di Lee Daniels (2012)
- The Factory - Lotta contro il tempo (The Factory), regia di Morgan O'Neill (2012)
- Il mondo degli adulti (Adult World), regia di Scott Coffey (2013)
- Il cacciatore di donne (The Frozen Ground), regia di Scott Walker (2013)
- Codice fantasma (The Numbers Station), regia di Kasper Barfoed (2013)
- The Butler - Un maggiordomo alla Casa Bianca (The Butler), regia di Lee Daniels (2013)
- Il ricatto (Grand Piano), regia di Eugenio Mira (2013)
- Motel (The Bag Man), regia di David Grovic (2014)
- Maps to the Stars, regia di David Cronenberg (2014)
- Drive Hard, regia di Brian Trenchard-Smith (2014)
- The Prince - Tempo di uccidere (The Prince), regia di Brian A Miller (2014)
- Love & Mercy, regia di Bill Pohlad (2014)
- Reclaim - Prenditi ciò che è tuo (Reclaim), regia di Alan White (2014)
- Dragon Blade - La battaglia degli imperi (Tian jiang xiong shi), regia di Daniel Lee (2015)
- Chi-Raq, regia di Spike Lee (2015)
- Cell, regia di Tod Williams (2016)
- Arsenal, regia di Steven C. Miller (2017)
- Blood Money - A qualsiasi costo (Blood Money), regia di Lucky McKee (2017)
- Singularity - L'attacco dei robot (Singularity), regia di Robert Kouba (2017)
- Distorted, regia di Ron W king (2018)
- River Runs Red, regia di Wes Miller (2018)
- Gli ultimi fuorilegge (Never Grow Old), regia di Ivan Kavanagh (2019)
- Pursuit, regia di Brian Skiba (2022)

#### Televisione
- Live with Regis and Kathie Lee - serie TV, 2 episodi (1989)
- Il prezzo della giustizia (The Jack Bull), regia di John Badham - film TV (1998)
- Utopia - serie TV (2020)

#### Cortometraggi
- Elvis Stories, regia di Ben Stiller (1989)

#### Documentari
- Il futuro non è scritto - Joe Strummer (The Future is unwritten - Joe Strummer), regia di Julien Temple (2007)

### Doppiatore
- Anastasia, regia di Don Bluth (1997)

### Sceneggiatore
- L'ultimo contratto (Grosse Pointe Blank), regia di George Armitage (1997)
- Alta fedeltà (High Fidelity), regia di Stephen Frears (2000)
- War, Inc., regia di Joshua Seftel (2007)
- We Are Not Animals (We Are Not Animals) regia di Alejandro Agresti (2013)

### Produttore
- L'ultimo contratto (Grosse Pointe Blank), regia di George Armitage (1997)
- Alta fedeltà (High Fidelity), regia di Stephen Frears (2000)
- Max, regia di Menno Meyjes (2002)
- Grace Is Gone, regia di James C. Strouse (2007)
- War, Inc., regia di Joshua Seftel (2007)
- Un tuffo nel passato (Hot Tub Time Machine), regia di Steve Pink (2010)
- We Are Not Animals (We Are Not Animals) regia di Alejandro Agresti (2013)
- Cell, regia di Tod Williams (2016)

## Riconoscimenti
- Golden Globe, USA

Golden Globe [Nominee] (2001)
Best Performance by an Actor in a Motion Picture – Comedy or Musical
High Fidelity (2000)
- BAFTA Awards

BAFTA Film Award [Nominee] (2001)
Best Screenplay – Adapted
High Fidelity (2000)
- 20/20 Awards

Felix [Nominee] (2018)
Best Original Screenplay
Grosse Pointe Blank (1997)
Felix [Nominee] (2010)
Best Actor
Say Anything... (1989)
- Academy of Science Fiction, Fantasy & Horror Films, USA

Saturn Award [Nominee] (2008)
Best Actor
1408 (2007)
- American Comedy Awards, USA

American Comedy Award [Nominee] (2001)
Funniest Actor in a Motion Picture (Leading Role)
High Fidelity (2000)
- Awards Circuit Community Awards

ACCA [Nominee] (1999)
Best Cast Ensemble
Being John Malkovich (1999)
ACCA [Nominee] (1994)
Best Cast Ensemble
Bullets Over Broadway (1994)
- Blockbuster Entertainment Awards

Blockbuster Entertainment Award [Winner] (1998)
Favorite Supporting Actor – Action/Adventure
Con Air (1997)
- Canadian Screen Awards, CA

Canadian Screen Award [Winner] (2015)
Performance by an Actor in a Supporting Role
Maps to the Stars (2014)
- Chicago Film Critics Association Awards

Commitment to Chicago Award [Winner] (2000)
- CFCA Award [Winner] (1990)

Most Promising Actor
Say Anything... (1989)
Chlotrudis Awards
Chlotrudis Award [Nominee] (1998)
Best Screenplay
Grosse Pointe Blank (1997)
- Empire Awards, UK

Empire Award [Nominee] (2001)
Best Actor
High Fidelity (2000)
- Film Independent Spirit Awards

Independent Spirit Award [Nominee] (2000)
Best Male Lead
Being John Malkovich (1999)
- Fright Meter Awards

Fright Meter Award [Nominee] (2012)
Best Actor
The Raven (2012)
Fright Meter Award [Winner] (2007)
Best Actor
1408 (2007)
- London Critics Circle Film Awards

ALFS Award [Nominee] (2001)
Actor of the Year
Being John Malkovich (1999)
- Online Film & Television Association

OFTA Film Award [Nominee] (1998)
Best Comedy/Musical Actor
Grosse Pointe Blank (1997)
- Satellite Awards

Special Achievement Award [Winner] (1999)
Outstanding Motion Picture Ensemble
The Thin Red Line (1998)
- Screen Actors Guild Awards

Actor [Nominee] (2014)
Outstanding Performance by a Cast in a Motion Picture
The Butler (2013)
Actor [Nominee] (2000)
Outstanding Performance by a Cast in a Theatrical Motion Picture
Being John Malkovich (1999)
- Teen Choice Awards

Teen Choice Award [Nominee] (2010)
Choice Movie Actor: Sci-Fi
2012 (2009)
Teen Choice Award [Nominee] (2000)
Film – Choice Hissy Fit
High Fidelity (2000)
- USC Scripter Award

USC Scripter Award [Nominee] (2001)
High Fidelity (2000)
- Walk of Fame

Star on the Walk of Fame [Winner] (2012)
Motion Picture
On April 24, 2012. At 6644 Hollywood Blvd.
- Writers Guild of America, USA

WGA Award (Screen) [Nominee] (2001)
Best Screenplay Based on Material Previously Produced or Published
High Fidelity (2000)

## Doppiatori italiani
Nelle versioni in italiano delle opere in cui ha recitato, John Cusack è stato doppiato da:
- Oreste Baldini in Rischiose abitudini, Con Air, Il prezzo della libertà, I perfetti innamorati, Grace Is Gone, 1408, Martian Child - Un bambino da amare, War, Inc., 2012, The Raven, The Paperboy, Il cacciatore di donne, Codice fantasma, Motel, Maps to the Stars, The Prince - Tempo di uccidere, Love & Mercy, Reclaim - Prenditi ciò che è tuo, Dragon Blade - La battaglia degli imperi, Cell, Arsenal, Blood Money - A qualsiasi costo, Singularity - L'attacco dei robot, Distorted, Pursuit
- Gianluca Tusco in Su e giù per i Caraibi, Ombre e nebbia, L'ultimo contratto, Essere John Malkovich
- Alessio Cigliano in Non per soldi... ma per amore, Un tuffo nel passato, Il ricatto
- Massimo Rossi in Alta fedeltà, Partnerperfetto.com, The Butler - Un maggiordomo alla Casa Bianca
- Francesco Prando in Il prezzo della giustizia, La giuria, The Contract
- Gianni Bersanetti in Sapore di hamburger, Milionario per caso
- Tonino Accolla in Pallottole su Broadway, La sottile linea rossa
- Vittorio De Angelis in Identità, The Ice Harvest
- Francesco Bulckaen in Sixteen Candles - Un compleanno da ricordare
- Riccardo Rossi in Sacco a pelo a tre piazze
- Marco Guadagno ne Il viaggio di Natty Gann
- Luca Lionello in Stand by Me - Ricordo di un'estate
- Fabio Boccanera in Una folle estate
- Roberto Pedicini in Otto uomini fuori
- Mauro Gravina in L'ombra di mille soli
- Francesco Pezzulli in Bob Roberts
- Stefano Benassi in Morti di salute
- Pino Insegno in City Hall
- Marco Mete in Mezzanotte nel giardino del bene e del male
- Riccardo Niseem Onorato in Falso tracciato
- Massimiliano Manfredi in Quando l'amore è magia - Serendipity
- Vittorio Guerrieri in The Factory - Lotta contro il tempo
- Donato Sbodio ne Gli ultimi fuorilegge
- Franco Mannella in Utopia
- Teo Bellia in Quando l'amore è magia - Serendipity (ridoppiaggio)

Come doppiatore è stato sostituito da:
- Fiorello in Anastasia
- Oreste Baldini in Igor